# Tadd Mullinix
Tadd Mullinix est un musicien américain de musique électronique né dans le Michigan aux États-Unis. Il fait partie du label Ghostly International.

## Discographie

### Sous son nom réelTadd Mullinix

#### Albums
- Winking Makes a Face (2000)
- Panes (2002)

### Sous le pseudonymeDabrye

#### Albums
- One/Three (2001)
- Instrmntl (2002)
- Additional Productions Vol.1 (2005)
- Two/Three (2006)
- Two/Three Instrumentals (2006)

#### Singles et EP
- Game Over single (2004)
- Payback EP (2003)
- Game Over EP (2004)
- Air single (2006)
- Get Dirty EP (2008)

### Sous le pseudonymeJames T. Cotton

#### Albums
- The Dancing Box (2004)
- Like No One (2008)

#### EP
- Mind Your Manners (2001)
- Buck! Ep (2003)
- Press Your Body EP (2004)
- Oochie Coo (2006)

### Avec2 AM/FM

#### EP
- Pt. 1 (2005)
- Pt. 2 (2006)
- Electronic Justice (2008)